# آنجلینو روزا
آنجلینو روزا (انگلیسی: Angelino Rosa; ۲۹ مارس ۱۹۴۸ – ۱۱ ژانویهٔ ۲۰۰۹) بازیکن فوتبال اهل ایتالیا بود.
از باشگاه‌هایی که در آن بازی کرده‌است می‌توان به ماترا کالچو، باشگاه فوتبال آ.اس. رم، باشگاه فوتبال ونتزیا، و باشگاه فوتبال ترنانا اشاره کرد.